# 666 Ways to Love: Prologue
666 Ways to Love: Prologue — мини-альбом рок-группы HIM, изданный в 1996 году в количестве 1000 экземпляров. Дебютная запись коллектива для мейджор-лейбла Sony BMG и первое сотрудничество с продюсером Хийли Хийлесмаа, за которым последовал полноценный студийный альбом Greatest Lovesongs vol. 666. Женщина, изображённая на обложке — мать Вилле Вало. Число зверя в названии 666 Ways to Love повлекло за собой подозрение в том, что группа проповедует сатанизм.

## Список композиций
1. «Stigmata Diaboli» — 2:55
2. «Wicked Game» — 3:56
3. «Dark Sekret Love» — 5:19
4. «The Heartless» — 7:25

## Участники записи
HIM
- Вилле Вало — вокал
- Микко Линдстрём — соло-гитара
- Микко Паананен — бас-гитара
- Юхана Рантала — ударные

Сессионные музыканты
- Санна-Джун Гайд — женский вокал («Dark Sekret Love»)
- Хийли Хийлесмаа — синтезатор («Dark Sekret Love»)